# Brynhild (nordisk mytologi)
 For alternative betydninger, se Brynhild. (Se også artikler, som begynder med Brynhild)
Brynhild er i nordisk mytologi en valkyrie, datter af kong Budle og gift med Gunnar. Hun angives tillige at være mor til Kraka.
| Mytologi | Spire Denne artikel om mytologi er en spire som bør udbygges. Du er velkommen til at hjælpe Wikipedia ved at udvide den. |